# Пам'ятник нескореним полтавчанам
Пам'ятник нескореним полтавчанам — пам'ятник у Полтаві на честь членів комсомолсько-молодіжної групи «Нескорена полтавчанка». Пам'ятник відкрито 28 жовтня 1967 року на бульварі Івана Котляревського (на перехресті з вулицею Пушкіна).
На гранітному постаменті (висота 4,5 метрів) встановлено погруддя (висота 1,55 метрів) керівника групи, Героя Радянського Союзу Лялі Убийвовк (1918—1942). На постаменті — напис: «Нескореним полтавчанам жити у віках» та прізвища шести героїв-підпільників: Лялі Убийвовк, Сергія Сапіги, Сергія Іллєвського, Леоніда Пузанова, Бориса Серги та Валентина Сороки, що загинули у катівнях гестапо. Автори: скульптори Любов Жуковська, Корній Посполитак, Дмитро Сова, архітектор Віталій Пасічний.